# Sistema fotométrico
Em astronomia, um sistema fotométrico é um conjunto de bandas passantes (ou filtros) bem definidas, com uma sensibilidade conhecida à radiação incidente. A sensibilidade normalmente depende do sistema óptico, detectores e filtros utilizados. Para cada sistema fotométrico, é fornecido um conjunto de estrelas primárias padrão.
O primeiro sistema fotométrico padronizado conhecido é o Johnson-Morgan ou sistema fotométrico UBV (1953). Atualmente, há mais de 200 sistemas fotométricos.
Os sistemas fotométricos geralmente se caracterizam de acordo com a largura das suas bandas passantes:
- banda larga (bandas maiores do que 30 nm, dos quais o mais usado é o Johnson-Morgan UBV;
- banda intermediária (bandas entre 10 e 30 nm);
- banda estreita (bandas menores que 10 nm.

## Letras fotométricas
Cada letra designa uma seção particular do espectro eletromagnético; a maioria dessas seções se localiza dentro da região entre o próximo ao ultravioleta, o espectro visível e a maior parte do próximo ao infravermelho.
Anil e ciano não são cores padrão. Laranja, amarelo e verde localizam-se nas bandas visuais, enquanto violeta e púrpura estão nas bandas azuis. As letras não são padrões, mas são reconhecidas em comum acordo por astrônomos e astrofísicos.
| Letra do Filtro          | Ponto Médio do Comprimento de Onda Efetivo λeff para Filtro Padrão | Largura total Meio Máximo (Bandwidth Δλ) | Variante(s)                         | Descrição                       |
| Ultravioleta             | Ultravioleta                                                       | Ultravioleta                             | Ultravioleta                        | Ultravioleta                    |
| ------------------------ | ------------------------------------------------------------------ | ---------------------------------------- | ----------------------------------- | ------------------------------- |
| U                        | 365 nm                                                             | 66 nm                                    | u, u', u*                           | "U" se refere a ultravioleta.   |
| Visível                  |                                                                    |                                          |                                     |                                 |
| B                        | 445 nm                                                             | 94 nm                                    | b                                   | "B" se refere a azul.           |
| V                        | 551 nm                                                             | 88 nm                                    | v, v'                               | "V" se refere a visual.         |
| G                        | 464 nm                                                             | 128 nm                                   | g, g'                               | "G" se refere a verde (visual). |
| R                        | 658 nm                                                             | 138 nm                                   | r, r', R', Rc, Re, Rj               | "R" se refere a vermelho.       |
| Próximo ao infravermelho |                                                                    |                                          |                                     |                                 |
| I                        | 806 nm                                                             | 149 nm                                   | i, i', Ic, Ie, Ij                   | "I" se refere a infravermelho.  |
| Z                        | 900 nm                                                             |                                          | z, z'                               |                                 |
| Y                        | 1020 nm                                                            | 120 nm                                   | y                                   |                                 |
| J                        | 1220 nm                                                            | 213 nm                                   | J', Js                              |                                 |
| H                        | 1630 nm                                                            | 307 nm                                   |                                     |                                 |
| K                        | 2190 nm                                                            | 390 nm                                   | K Continuum, K', Ks, Klong, K8, nbK |                                 |
| L                        | 3450 nm                                                            | 472 nm                                   | L', nbL'                            |                                 |
| Meio infravermelho       |                                                                    |                                          |                                     |                                 |
| M                        | 4750 nm                                                            | 460 nm                                   | M', nbM                             |                                 |
| N                        | 10500 nm                                                           | 2500 nm                                  |                                     |                                 |
| Q                        | 21000 nm                                                           | 5800 nm                                  | Q'                                  |                                 |

Combinações dessas letras são usadas frequentemente. Por exemplo, a combinação JHK tem sido usada mais ou menos como sinônimo de “próximo ao infravermelho”, e aparece no título de muitos trabalhos.

## Filtros utilizados
Os filtros sendo usados atualmente por outros telescópios ou organizações.
Unidades de medida:
- Å = angstrom
- nm = nanômetro
- μm = micrômetro

| Nome                                                         | Filtros                                        | Filtros                                        | Filtros                                        | Filtros                                        | Filtros                                        | Filtros                                        | Filtros                                        | Filtros                                        | Filtros                                        | Link |
| ------------------------------------------------------------ | ---------------------------------------------- | ---------------------------------------------- | ---------------------------------------------- | ---------------------------------------------- | ---------------------------------------------- | ---------------------------------------------- | ---------------------------------------------- | ---------------------------------------------- | ---------------------------------------------- | --- |
| Telescópio de 2,2 m em La Silla, ESO                         | J = 1,24 μm                                    | H = 1,63 μm                                    | K = 2,19 μm                                    | L' = 3,78 μm                                   | M = 4,66 μm                                    | N1 = 8,36 μm                                   | N2 = 9,67 μm                                   | N3 = 12,89 μm                                  |                                                | Telescópio de 2,2 m em La Silla, ESO                                                                          |
| 2MASS/PAIRITEL                                               | J = 1,25 μm                                    | H = 1,65 μm                                    | Ks = 2,15 μm                                   |                                                |                                                |                                                |                                                |                                                |                                                | 2MASS, Peters Automated InfraRed Imaging TELescope                                                            |
| CFHTLS (Megacam)                                             | u* = 374 nm                                    | g' = 487 nm                                    | r' = 625 nm                                    | i' = 770 nm                                    | z' = 890 nm                                    |                                                |                                                |                                                |                                                | Telescópio Canadá-França-Havaí                                                                                |
| Observatório de raios-X Chandra                              | LETG = 0,08-0,2 keV                            | HETG = 0,4-10 keV                              |                                                |                                                |                                                |                                                |                                                |                                                |                                                | Observatório de raios-X Chandra                                                                               |
| CTIO                                                         | J = 1,20 μm                                    | H = 1,60 μm                                    | K = 2,20 μm                                    | L = 3,50 μm                                    |                                                |                                                |                                                |                                                |                                                | Observatório Interamericano de Cerro Tololo, uma divisão do NOAO                                              |
| Fotometria Cousins RI                                        | Rc = 647 nm                                    | Ic = 786,5 nm                                  |                                                |                                                |                                                |                                                |                                                |                                                |                                                | Fotometria Cousins RI, 1976                                                                                   |
| DENIS                                                        | I = 0,79 μm                                    | J = 1,24 μm                                    | K = 2,16 μm                                    |                                                |                                                |                                                |                                                |                                                |                                                | Deep Near Infrared Survey                                                                                     |
| Fotometria Eggen RI                                          | Re = 635 nm                                    | Ie = 790 nm                                    |                                                |                                                |                                                |                                                |                                                |                                                |                                                | Fotometria Eggen RI, 1965                                                                                     |
| FIS                                                          | N60 = 65,00 μm                                 | WIDE-S = 90,00 μm                              | WIDE-L = 145,00 μm                             | N160 = 160,00 μm                               |                                                |                                                |                                                |                                                |                                                | Pesquisa com infravermelho distante a bordo, telescópio espacial Akari                                        |
| GALEX                                                        | NUV = 1800-2750Å                               | FUV = 1400-1700Å                               |                                                |                                                |                                                |                                                |                                                |                                                |                                                | GALaxy Evolution Explorer                                                                                     |
| Great Observatories Origins Deep Survey - GOODS (Hubble ACS) | B = 435 nm                                     | V = 606 nm                                     | i = 775 nm                                     | z = 850 nm                                     |                                                |                                                |                                                |                                                |                                                | Advanced Camera for Surveys no Telescópio Espacial Hubble                                                     |
| HAWC                                                         | Banda 1 = 53 µm                                | Banda 2 = 88 µm                                | Banda 3 = 155 µm                               | Banda 4 = 215 µm                               |                                                |                                                |                                                |                                                |                                                | High-resolution Airborne Wideband Camera para o SOFIA                                                         |
| HDF                                                          | 450 nm                                         | 606 nm                                         | 814 nm                                         |                                                |                                                |                                                |                                                |                                                |                                                | Campo Profundo do Hubble do Telescópio espacial Hubble                                                        |
| IRTF NSFCAM                                                  | J = 1,26 µm                                    | H = 1,62 µm                                    | K' = 2,12 µm                                   | Ks = 2,15 µm                                   | K = 2,21 µm                                    | L = 3,50 µm                                    | L' = 3,78 µm                                   | M' = 4,78 µm                                   | M = 4,85 µm                                    | NASA Infrared Telescope Facility NSFCAM                                                                       |
| ISAAC UTI/VLT                                                | Js = 1,2 µm                                    | H = 1,6 µm                                     | Ks = 2,2 µm                                    | L = 3,78 µm                                    | Brα = 4,07 µm                                  |                                                |                                                |                                                |                                                | Very Large Telescope                                                                                          |
| Sistema Johnson-Morgan (UBV)                                 | U = 364 nm                                     | B = 442 nm                                     | V = 540 nm                                     |                                                |                                                |                                                |                                                |                                                |                                                | Sistema fotométrico UBV                                                                                       |
| OMC                                                          | Filtro V Johnson = 500-580 nm                  |                                                |                                                |                                                |                                                |                                                |                                                |                                                |                                                | Optical Monitor Camera em INTEGRAL                                                                            |
| Pan-STARRS                                                   | usa os filtros Sloan g,r,i,z, mais y = 1005 nm | usa os filtros Sloan g,r,i,z, mais y = 1005 nm | usa os filtros Sloan g,r,i,z, mais y = 1005 nm | usa os filtros Sloan g,r,i,z, mais y = 1005 nm | usa os filtros Sloan g,r,i,z, mais y = 1005 nm | usa os filtros Sloan g,r,i,z, mais y = 1005 nm | usa os filtros Sloan g,r,i,z, mais y = 1005 nm | usa os filtros Sloan g,r,i,z, mais y = 1005 nm | usa os filtros Sloan g,r,i,z, mais y = 1005 nm | Panoramic Survey Telescope And Rapid Response System                                                          |
| ProNaOS/SPM                                                  | Banda 1 = 180-240 µm                           | Banda 2 = 240-340 µm                           | Banda 3 = 340-540 µm                           | Banda 4 = 540-1200 µm                          |                                                |                                                |                                                |                                                |                                                | PROgramme NAtional d'Observations Submillerètrique/Systéme Photométrique Multibande, balloon-borne experiment |
| Sloan, SDSS                                                  | u' = 354 nm                                    | g' = 475 nm                                    | r' = 622 nm                                    | i' = 763 nm                                    | z' = 905 nm                                    |                                                |                                                |                                                |                                                | Sloan Digital Sky Survey                                                                                      |
| SPIRIT III                                                   | Banda B1 = 4,29 μm                             | Banda B2 = 4,35 μm                             | Banda A = 8,28 μm                              | Banda C = 12,13 μm                             | Banda D = 14,65 μm                             | Banda E = 21,34 μm                             |                                                |                                                |                                                | Câmera infravermelha em Midcourse Space Experiment                                                            |
| Spitzer IRAC                                                 | 3,6 μm                                         | 4,5 μm                                         | 5,8 μm                                         | 8,0 μm                                         |                                                |                                                |                                                |                                                |                                                | Câmera infravermelha em Telescópio espacial Spitzer                                                           |
| Spitzer MIPS                                                 | 24 μm                                          | 70 μm                                          | 160 μm                                         |                                                |                                                |                                                |                                                |                                                |                                                | Fotômeter para imagem multibanda para Spitzer em Spitzer                                                      |
| Filtros Stromvil                                             | U = 345 nm                                     | P = 374 nm                                     | S = 405 nm                                     | Y = 466 nm                                     | Z = 516 nm                                     | V = 544 nm                                     | S = 656 nm                                     |                                                |                                                | Fotometria Stromvil                                                                                           |
| Filtros Strömgren                                            | u = 350 nm                                     | v = 411 nm                                     | b = 467 nm                                     | y = 547 nm                                     | β estreito = 485.8 nm                          | β largo = 485 nm                               |                                                |                                                |                                                | Sistema fotométrico Strömgren                                                                                 |
| UKIDSS (WFCAM)                                               | Z = 882 nm                                     | Y = 1031 nm                                    | J = 1248 nm                                    | H = 1631 nm                                    | K = 2201 nm                                    |                                                |                                                |                                                |                                                | UKIRT Infrared Deep Sky Survey                                                                                |
| Sistema fotométrico Vilnius                                  | U = 345 nm                                     | P = 374 nm                                     | X = 405 nm                                     | Y = 466 nm                                     | Z = 516 nm                                     | V = 544 nm                                     | S = 656 nm                                     |                                                |                                                | Sistema fotométrico Vilnius                                                                                   |
| VISTA IRC                                                    | Z = 0,88 μm                                    | Y = 1,02 μm                                    | J = 1,25 μm                                    | H = 1,65 μm                                    | Ks = 2,20 μm                                   | NB1.18 = 1,18 μm                               |                                                |                                                |                                                | Visible & Infrared Survey Telescope for Astronomy                                                             |
| WISE                                                         | 3,4 μm                                         | 4,6 μm                                         | 12 μm                                          | 22 μm                                          |                                                |                                                |                                                |                                                |                                                | Wide-field Infrared Survey Explorer                                                                           |
| XMM-Newton OM                                                | UVW2 = 212 nm                                  | UVM2 = 231 nm                                  | UVW1 = 291 nm                                  | U = 344 nm                                     | B = 450 nm                                     | V = 543 nm                                     |                                                |                                                |                                                | X-ray Multi-Mirror                                                                                            |
| XEST Survey                                                  | UVW2 = 212 nm                                  | UVM2 = 231 nm                                  | UVW1 = 291 nm                                  | U = 344 nm                                     | B = 450 nm                                     | V = 543 nm                                     | J = 1,25 μm                                    | H = 1,65 μm                                    | Ks = 2,15 μm                                   | Pesquisa inclui a fonte pontual de 2MASS com X-ray Multi-Mirror OM                                            |